# Petersköpfl
De Petersköpfl is een berg in de deelstaat Tirol, Oostenrijk. De berg heeft een hoogte van 1.745 meter.
De Petersköpfl is onderdeel van het Kaisergebergte.